# آيينان (سقز)
قرية آيينان (بالكردية: ئایێنان) هي إحدى القرى التابعة لـصاحب في ريف قسم زيويه من مقاطعة سقز، في محافظة كردستان الإيرانية.

## السكان
حسب إحصاءات سنة 2006، بلغ إجمالي السكان في آيينان 212 نسمة وعدد المساكن 42 مسكن. لغة سكان آيينان هي اللغة الكردية وهم من أهل السنة والجماعة والمذهب الشافعي.